# 博斯地区埃奥勒
博斯地区埃奥勒（法語：Éole-en-Beauce，2019年之前拼写为，法語發音：[eɔl ɑ̃ bos]）是法国厄尔-卢瓦省的一个市镇，位于该省东南部，属于沙特尔区。

## 历史
博斯地区埃奥勒成立于2016年1月1日，由以下4个市镇合并而成：
- 拜尼奥莱（Baignolet）
- 凡-拉福利（Fains-la-Folie）
- 热米尼翁维尔（Germignonville）
- 维亚邦（Viabon）

其中维亚邦为政府驻地。
2019年1月1日，市镇维洛（Villeau）并入博斯地区埃奥勒。

## 地理
博斯地区埃奥勒（48°13'2"N, 1°42'12"E）面积102.86 平方千米，位于法国中央-卢瓦尔河谷大区厄尔-卢瓦省，该省份为法国北部内陆省份，北起顺时针与厄尔省、伊夫林省、埃松省、卢瓦雷省、卢瓦-谢尔省、萨尔特省和奧恩省接壤。
与博斯地区埃奥勒接壤的市镇（或旧市镇、城区）包括：科尼河畔丰特奈、普拉斯维尔、莱维拉日沃韦安、伊蒙维尔、蒂耶勒佩讷、博斯地区让维尔、讷维昂迪努瓦、维拉尔。
博斯地区埃奥勒的时区为UTC+01:00、UTC+02:00（夏令时）。

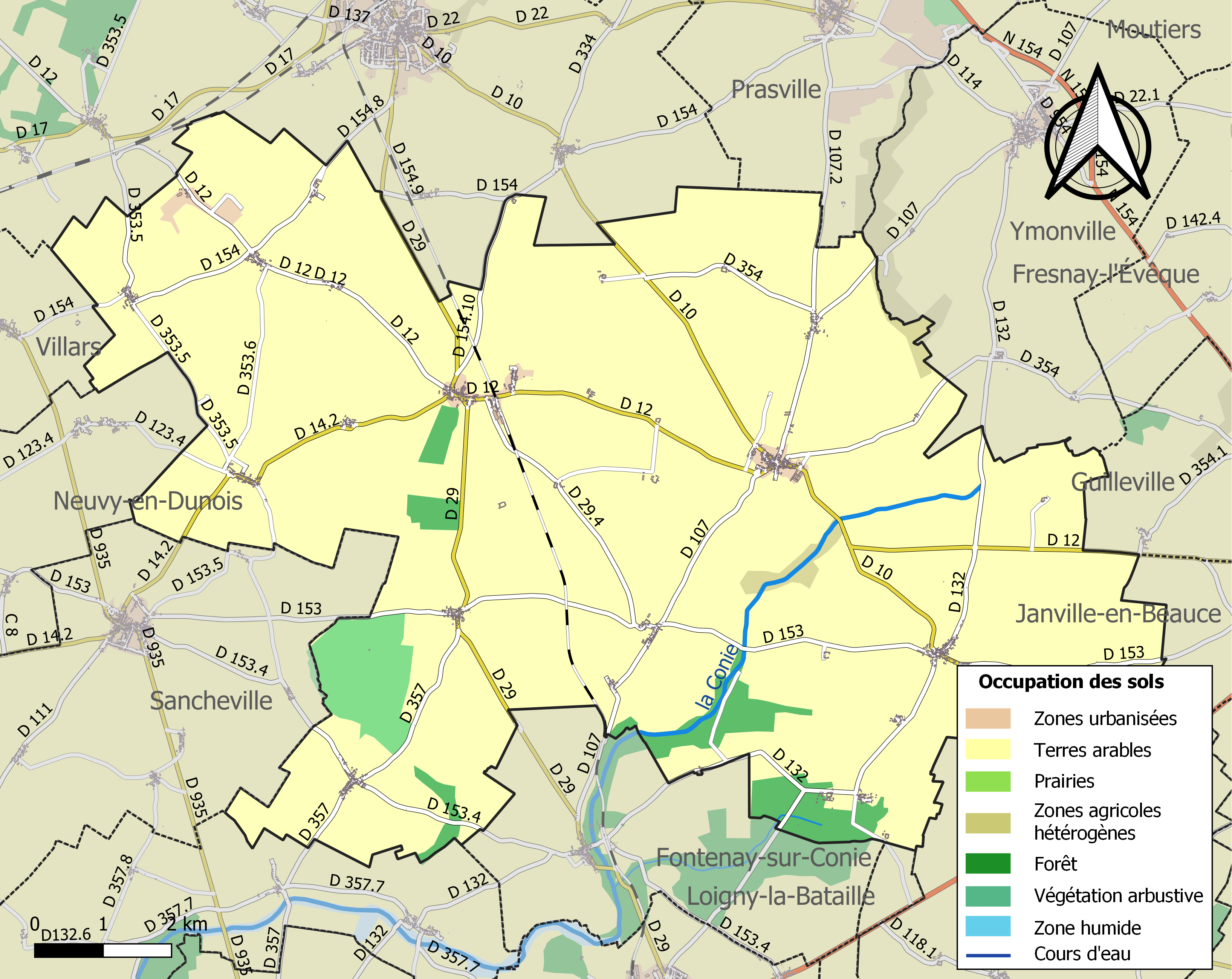
博斯地区埃奥勒的OSM定位图

## 行政
博斯地区埃奥勒的邮政编码为28140、28150，INSEE市镇编码为28406。

## 政治
博斯地区埃奥勒所属的省级选区为莱维拉日沃韦安县。

## 人口
博斯地区埃奥勒于2022年1月1日时的人口数量为1240人。